# Acromantis satsumensis
Acromantis satsumensis är en bönsyrseart som beskrevs av Matsumura 1913. Acromantis satsumensis ingår i släktet Acromantis och familjen Hymenopodidae. Inga underarter finns listade i Catalogue of Life.